# Astarte globula
Astarte globula är en musselart som beskrevs av Dall 1886. Astarte globula ingår i släktet Astarte och familjen Astartidae. Inga underarter finns listade i Catalogue of Life.